# جينيفر بيل
جينيفر بيل (بالإنجليزية: Jennifer Belle)‏ (1968)؛ صحفية وروائية أمريكية.